# Ge Fei (écrivain)
Fei Ge (格非, Gé Fēi), de son vrai nom Liu Yong (刘勇), est un écrivain chinois né en 1964 dans la province du Jiangsu. Il est diplômé de l'École normale supérieure de l'Est de la Chine, à Shanghai. Il enseigne actuellement à l'université Tsinghua à Pékin. Dans ses œuvres, il privilégie le thème de la mémoire où domine un monde onirique et énigmatique. 

## Publications
- Une jeune fille au teint de pêche, Éd. Gallimard, 2012 (traduction Bernard & Li Bourrit)
- Nuée d'oiseaux bruns
- 2000 Poèmes à l'Idiot (Shagua de shipian)
- Impressions à la saison des pluies
- Coquillages

## Prix, récompenses et distinctions
- 2015 : prix Mao Dun de littérature pour sa trilogie  Jiangnan (My Dream of the Mountain and River, Spring Ends in Jiangnan et Face and Peach Blossom)